# Волков, Борис Николаевич (генерал)
Борис Николаевич Волков (14 октября 1925, д. Волково — 21 июня 2008, Академгородок, Новосибирск) — генерал-лейтенант ВС СССР (1981), начальник Новосибирского высшего военного командного училища в 1973—1981 годах.

## Биография
Борис Николаевич Волков родился 14 октября 1925 года в деревне Волково (нынешняя Томская область). Отец — Николай Евдокимович, председатель колхоза; мать — школьная учительница. При рождении получил имя Октябрист, однако позже сменил имя на Борис. Учился в Александровской школе-интернате, мечтал стать речным капитаном. Весной 1943 года окончил экстерном 10 классов школы с отличием, после чего отправился на фронт. В мае того же года на пароходе «Пролетарий» прибыл в Томск: был зачислен на приёмной комиссии в Томское военно-пехотное училище, однако в августе уже был отправлен в военный лагерь СибВО, а оттуда направился на фронт.
Волков участвовал в Великой Отечественной войне, неся службу с 1943 года в действующей армии Центрального фронта как наводчик 76-мм орудия (1-й стрелковый батальон, 218-й гвардейский стрелковый полк, 77-я гвардейская стрелковая дивизия), позже воевал на 1-м Белорусском фронте. В декабре того года участвовал в боях в Белорусском полесье, подбив один из танков (командир расчёта — сержант Михаил Кобаков); 8 июля 1944 года в боях за населённый пункт Дольск уничтожил две огневые точки врага, подавив огонь миномётной батареи и уничтожив большое количество солдат и офицеров вермахта, за что был удостоен ордена Славы III степени. В ходе форсирования Вислы участвовал в отражении трёх атак противника и уничтожении более 40 вражеских солдат благодаря огню прямой наводкой, за что удостоен ордена Славы II степени. Участвовал в форсировании Десны, Днепра, Западного Буга, Вислы, Одера; всего один раз был ранен. В начале октября 1944 года Волков был назначен командиром орудия и направлен на армейские курсы младших лейтенантов. Участвовал в Висло-Одерской наступательной операции, в феврале 1945 года произведён в младшие лейтенанты. Участвовал в штурме Берлина, войну закончил в Магдебурге в звании лейтенанта — комсорга армейских курсов.
После войны Волков служил в ГСВГ и в Туркестанском военном округе. В 1955 году с отличием окончил Военно-политическую академию имени Ленина, долгое время был военным советником за границей, а позже в Сибирском военном округе был начальником политического отдела соединения. В апреле 1967 года был направлен на формирование Новосибирского высшего военно-политического училища (ныне Новосибирское высшее военное командное училище) в Академгородке, занимал изначально пост начальника политического отдела. С 1973 по 1981 годы — начальник училища. В 1981—1984 годах служил в группе советских военных советников в Сирийской Арабской республике, там получил воинское звание генерал-лейтенанта.
В отставке находился с 1984 года, работал в институте ядерной физики. Более пяти лет проработал в президиуме Сибирского отделения академии наук, также входил в Президиум районного Совета ветеранов и возглавлял районный Совет ветеранов в течение четырёх лет (был включён в Книгу Почёта Совета ветеранов и избран Почётным членом Президиума). Проживал в Академгородке. Скончался 21 июня 2008 года, похоронен на кладбище Академгородка в Новосибирске.

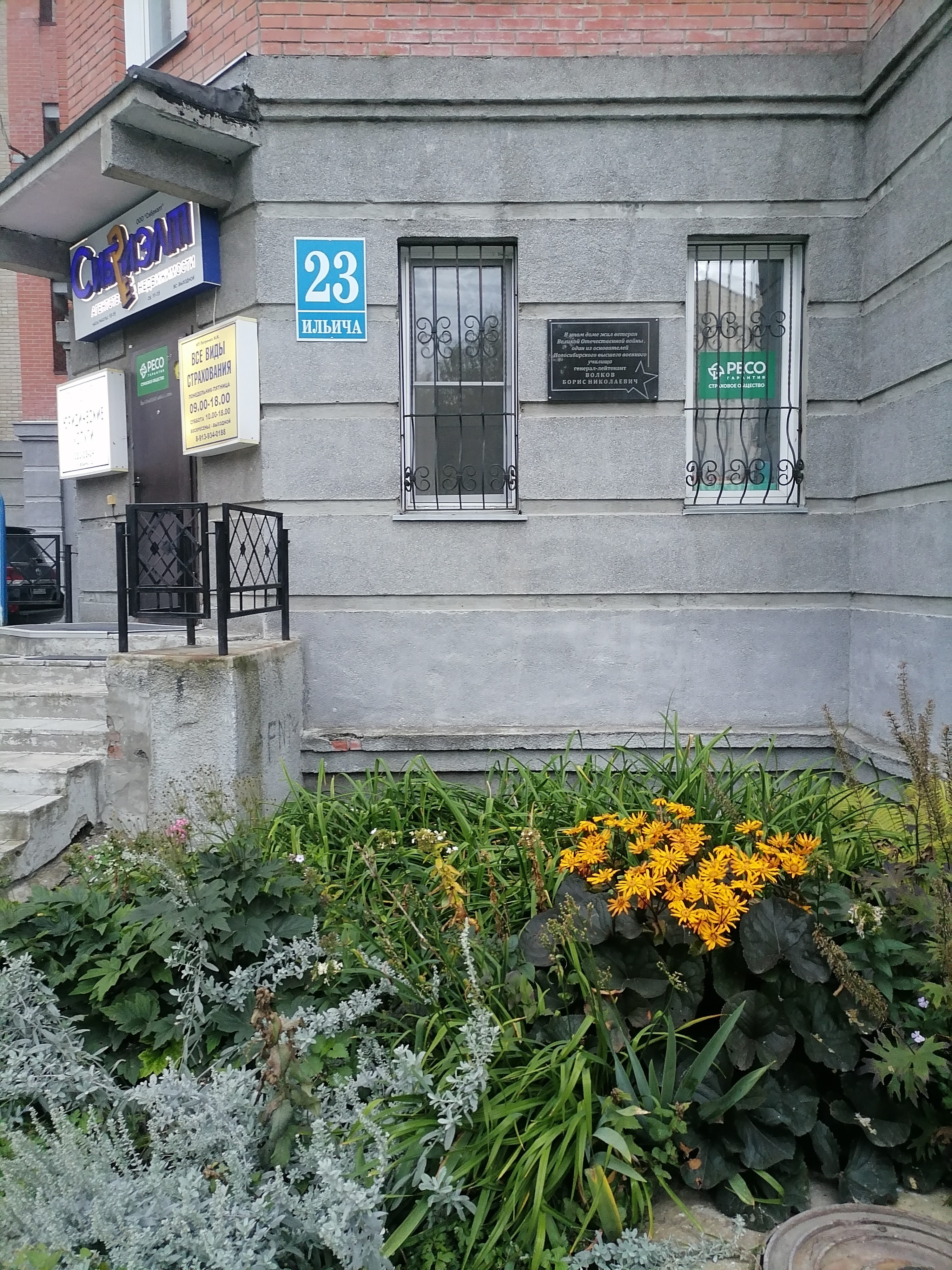
Мемориальная доска в Новосибирске

На доме, в котором он жил в последние годы жизни (Новосибирск, ул. Ильича, 23), установлена мемориальная доска в его честь (2010 год).

## Награды
Отмечен следующими наградами:
- Орден Славы II и III степеней[6][7][4]
  - орден III степени — за подвиг 8 июля 1944 года в боях за Дольск[3]
  - орден II степени — за подвиг при форсировании Вислы[3]
- Орден Отечественной войны I степени[6][7]
- Орден Красной Звезды (дважды)[6][7]
- Медаль «За отвагу»[4][3]
- Медаль «За боевые заслуги» (дважды)[2]
  - первую медаль получил 28 декабря 1943 года[2]
- Медаль «За освобождение Варшавы»[4]
- Медаль «За взятие Берлина»[4]
- Медаль «За победу над Германией в Великой Отечественной войне 1941—1945 гг.»[6][7]
- Медаль «В ознаменование 100-летия со дня рождения Владимира Ильича Ленина»[6][7]
- другие медали